# Estípite (arquitectura)

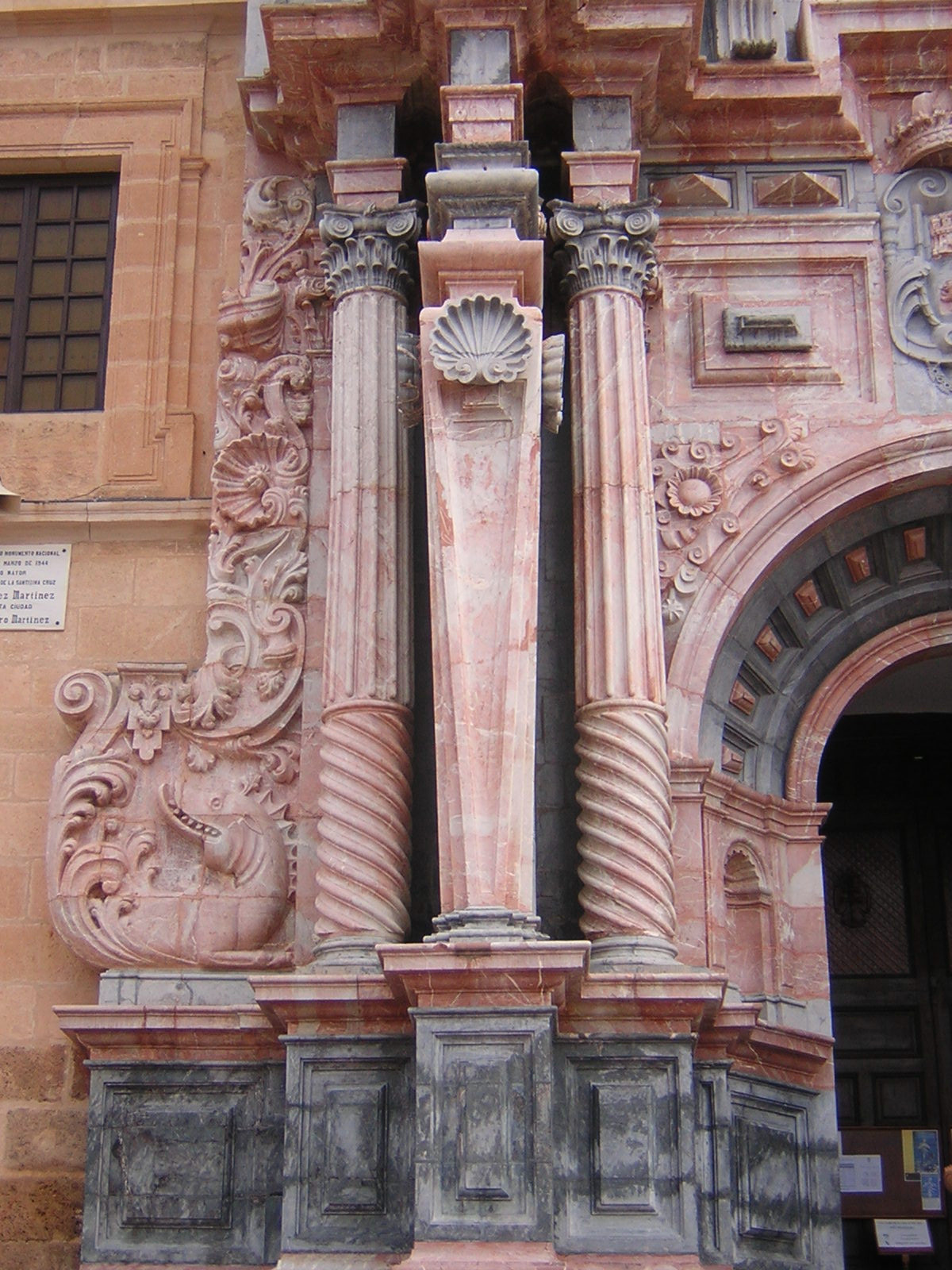
Estípite en la Basílica de la Vera Cruz de Caravaca de la Cruz, en la región de Murcia (España).

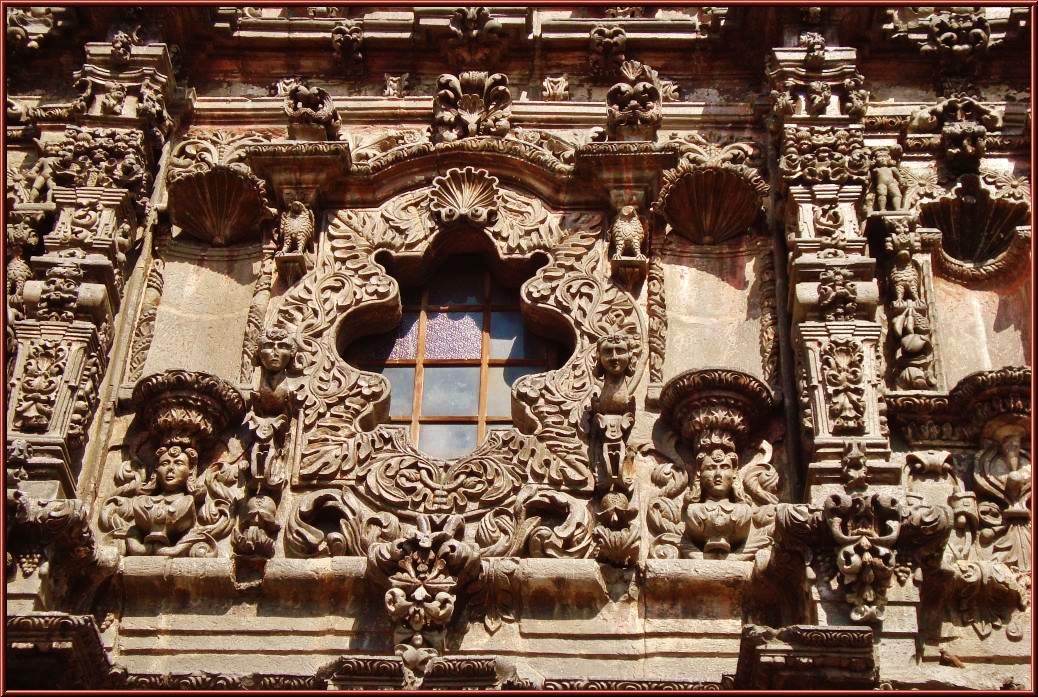
Estípites en la fachada de la parroquia Antigua de Salamanca, en el estado de Guanajuato (México).

Un estípite (del latín stipes, una estaca, palo hincado en tierra) es una columna o pilastra troncopiramidal invertida que a veces tiene funciones de soporte y también antropomorfa. Es frecuente verlos superpuestos unos a otros. Su origen está en las columnas minoicas de éntasis invertido. Estos elementos son característicos del movimiento churrigueresco de la arquitectura barroca.

## Historia
En la última etapa del barroco, avanzado el siglo XVIII, muchos de los elementos clásicos acaban por perder sus líneas sencillas y se vuelven cada vez más complejos, dando lugar a una estética de formas abigarradas y decoración exuberante.
Uno de los campos en donde estos cambios se hacen más evidentes es la retablística, una de las artes en la talla de la madera que conoció un enorme auge e importantes innovaciones. Entre esas innovaciones está la columna comúnmente conocida como estípite, caracterizada porque su fuste (cuerpo central, vertical), está constituido por distintas formas geométricas superpuestas. Estos se empezaron a utilizar para adornar retablos, tanto como para enmarcar puertas u hornacinas.
En cuanto a su uso en fachadas y portadas, es bastante escasa la presencia de estípites en la arquitectura española. Destacan los de la Basílica de la Vera Cruz de Caravaca de la Cruz; los de la portada de la Parroquia de Ntra. Sra. de la Asunción y Ángeles de Cabra (Córdoba) Iglesia de la Asunción y Ángeles (Cabra) de 1743 o los de la iglesia de San Juan Bautista, en Mas de las Matas (Teruel). Los encontramos también en el segundo cuerpo de la portada del palacio de los condes de Santa Ana, de Lucena (Córdoba) y en la hornacina del segundo cuerpo de la portada barroca de la Parroquia de Santo Domingo de Guzmán, antiguo convento de los PP. Dominicos de Cabra (Córdoba), también en caliza blanca con apliques del famoso «mármol rojo de Cabra» o jaspe encarnado, tan usado en el barroco y procedente de las canteras egabrenses, finalizada en 1744. La participación de los tracistas y canteros de la saga de los Del Pino Ascanio (Andrés Antonio y Juan Antonio) es el elemento común en este uso del estípite en las portadas de Cabra y Lucena, como elemento genuino que pasa de la retablística a la arquitectura. Estamos pues, ante casos singulares y prácticamente únicos del uso de estos elementos tan peculiares del Barroco en el exterior de nuestros templos, mientras que son más comunes en retablos y ornamentación de interiores, siendo también uno de los ejemplos más interesantes, realizado en el interior, el de la portada del sagrario de la Iglesia de San Mateo (Lucena).  

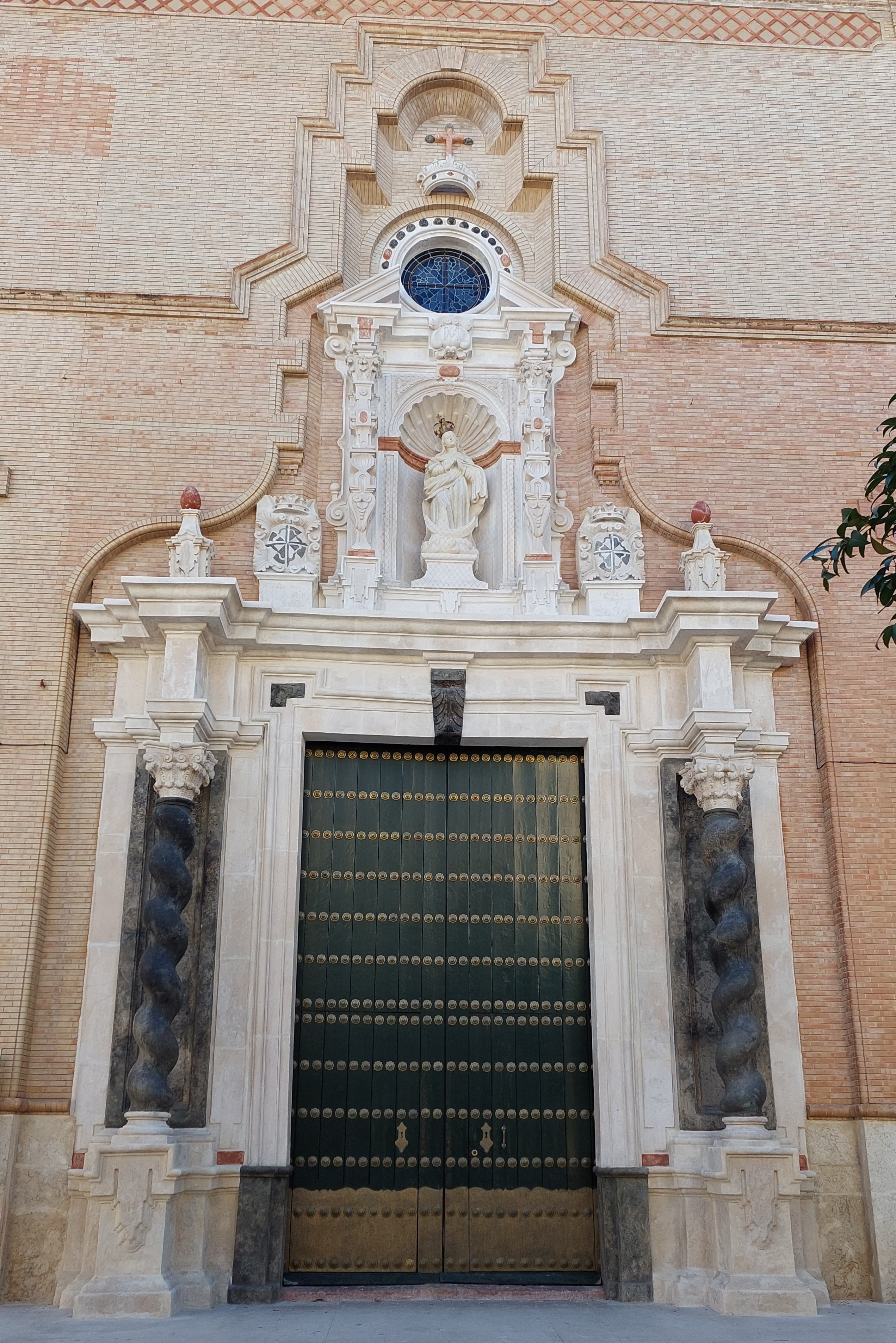
Portada barroca de Santo Domingo de Guzmán, de Cabra (Córdoba) terminada en 1744. En el segundo cuerpo se pueden ver dos estípites que flanquean la hornacina de la Purísima

Como señala Sandoval en el artículo que puede consultarse en la bibliografía, «en Centro América, por el contrario, se extendió el uso del estípite en grandes portadas durante el siglo XVIII. Encontramos buenos ejemplos en la Catedral de México, en el templo mayor de Tepotzotlán o en otras tantas portadas de Mesoamérica. Allí queda patente la condición antropomorfa del estípite, como si de un guerrero se tratase».